# آزمایش رتور قفل‌شده
آزمایش رتور قفل شده (انگلیسی: Blocked rotor test) آزمایشی در موتورهای القایی است. در این آزمایش می‌توان مقادیر جریان اتصال کوتاه، جمع کل راکتانس نشتی و گشتاور نیرو را پیدا کرد.